# Gwijde III van Saint-Pol
Gwijde III van Saint-Pol (overleden op 12 maart 1289) was van 1248 tot aan zijn dood graaf van Saint-Pol. Hij behoorde tot het huis Châtillon.

## Levensloop
Gwijde III was de tweede zoon van graaf Hugo V van Saint-Pol en gravin Maria van Blois. Op 16 januari 1255 huwde hij in Napels met Mathilde van Brabant (1224-1288), dochter van hertog Hendrik II van Brabant en weduwe van graaf Robert I van Artesië.
In 1248 volgde hij zijn vader op als graaf van Saint-Pol. In 1253 vocht hij aan de zijde van Gwijde van Dampierre in de Slag bij Westkapelle, het militaire hoogtepunt van de Vlaams-Henegouwse Successieoorlog. Tot in 1265 was hij eveneens regent van zijn minderjarige stiefzoon, graaf Robert II van Artesië.
In 1270 nam hij aan de zijde van koning Lodewijk IX van Frankrijk deel aan de Achtste Kruistocht en in 1284 nam hij aan de zijde van koning Filips III van Frankrijk deel aan de Aragonese Kruistocht. In de Limburgse Successieoorlog steunde hij de Brabantse verwanten van zijn echtgenote en in 1288 vocht hij aan de zijde van hertog Jan I van Brabant in de Slag bij Woeringen.
Gwijde III stierf in maart 1289, waarna hij werd bijgezet in de Notre Dame-abdij van Cercamp.

## Nakomelingen
Gwijde en zijn echtgenote Mathilde kregen volgende kinderen:
- Hugo II (1258-1307), graaf van Saint-Pol en graaf van Blois
- Gwijde IV (overleden in 1317), graaf van Saint-Pol
- Jacob (gesneuveld in 1302), heer van Leuze en Condé en gouverneur van het graafschap Vlaanderen
- Beatrix (overleden in 1304), huwde met graaf Jan I van Eu
- Johanna, huwde met Willem III van Chauvigny, heer van Châteauroux
- Gertrudis, huwde met heer Floris van Mechelen

## Voorouders
| Voorouders van Gwijde III van Saint-Pol (-1289) | Voorouders van Gwijde III van Saint-Pol (-1289)                            | Voorouders van Gwijde III van Saint-Pol (-1289)                            | Voorouders van Gwijde III van Saint-Pol (-1289)                            | Voorouders van Gwijde III van Saint-Pol (-1289)                            | Voorouders van Gwijde III van Saint-Pol (-1289)                  | Voorouders van Gwijde III van Saint-Pol (-1289)                  | Voorouders van Gwijde III van Saint-Pol (-1289)                   | Voorouders van Gwijde III van Saint-Pol (-1289)                   |
| ----------------------------------------------- | -------------------------------------------------------------------------- | -------------------------------------------------------------------------- | -------------------------------------------------------------------------- | -------------------------------------------------------------------------- | ---------------------------------------------------------------- | ---------------------------------------------------------------- | ----------------------------------------------------------------- | ----------------------------------------------------------------- |
| Overgrootouders                                 | Gwijde II van Châtillon (1138-1173) ∞ 1160 Adelheid van Dreux (1136-1182)  | Gwijde II van Châtillon (1138-1173) ∞ 1160 Adelheid van Dreux (1136-1182)  | Hugo IV van Saint-Pol (1135-1200) ∞ Yolande van Henegouwen (1131-1202)     | Hugo IV van Saint-Pol (1135-1200) ∞ Yolande van Henegouwen (1131-1202)     | Jacob van Avesnes (±1150–1191) ∞ Adela van Guise (±1150–1207)    | Jacob van Avesnes (±1150–1191) ∞ Adela van Guise (±1150–1207)    | Theobald V van Blois (1130-1191) ∞ Adelheid van Blois (1150-1198) | Theobald V van Blois (1130-1191) ∞ Adelheid van Blois (1150-1198) |
| Grootouders                                     | Wouter III van Châtillon (1166-1219) ∞ Elisabeth van Saint-Pol (1179-1240) | Wouter III van Châtillon (1166-1219) ∞ Elisabeth van Saint-Pol (1179-1240) | Wouter III van Châtillon (1166-1219) ∞ Elisabeth van Saint-Pol (1179-1240) | Wouter III van Châtillon (1166-1219) ∞ Elisabeth van Saint-Pol (1179-1240) | Wouter II van Avesnes (-1246) ∞ Margaretha van Blois (1170-1230) | Wouter II van Avesnes (-1246) ∞ Margaretha van Blois (1170-1230) | Wouter II van Avesnes (-1246) ∞ Margaretha van Blois (1170-1230)  | Wouter II van Avesnes (-1246) ∞ Margaretha van Blois (1170-1230)  |
| Ouders                                          | Hugo V van Saint-Pol (1197-1248) ∞ Maria van Blois (1205-1241)             | Hugo V van Saint-Pol (1197-1248) ∞ Maria van Blois (1205-1241)             | Hugo V van Saint-Pol (1197-1248) ∞ Maria van Blois (1205-1241)             | Hugo V van Saint-Pol (1197-1248) ∞ Maria van Blois (1205-1241)             | Hugo V van Saint-Pol (1197-1248) ∞ Maria van Blois (1205-1241)   | Hugo V van Saint-Pol (1197-1248) ∞ Maria van Blois (1205-1241)   | Hugo V van Saint-Pol (1197-1248) ∞ Maria van Blois (1205-1241)    | Hugo V van Saint-Pol (1197-1248) ∞ Maria van Blois (1205-1241)    |